# Сен-Виктор-сюр-Уш
Сен-Викто́р-сюр-Уш (фр. Saint-Victor-sur-Ouche) — коммуна во Франции, находится в регионе Бургундия. Департамент коммуны — Кот-д’Ор. Входит в состав кантона Сомбернон. Округ коммуны — Дижон.
Код INSEE коммуны — 21578.

## Население
Население коммуны на 2010 год составляло 247 человек.
| 1962 | 1968 | 1975 | 1982 | 1990 | 1999 | 2010 |
| ---- | ---- | ---- | ---- | ---- | ---- | ---- |
| 115  | 109  | 92   | 178  | 222  | 229  | 247  |

## Экономика
В 2010 году среди 172 человек трудоспособного возраста (15—64 лет) 133 были экономически активными, 39 — неактивными (показатель активности — 77,3 %, в 1999 году было 68,1 %). Из 133 активных жителей работали 122 человека (61 мужчина и 61 женщина), безработных было 11 (8 мужчин и 3 женщины). Среди 39 неактивных 9 человек были учениками или студентами, 23 — пенсионерами, 7 были неактивными по другим причинам.